# Poienești
Poienești es una comuna ubicada en el distrito de Vaslui, Rumania.

## Superficie
Posee una superficie de 41,52 kilómetros cuadrados.

## Demografía
Hasta 2021 la población era de 2472 habitantes, con una densidad de población de 59,54 habitantes por kilómetro cuadrado.